# Élections cantonales de 2008 dans la Somme
Les élections cantonales ont eu lieu les 9 et 16 mars 2008.

## Contexte départemental

### Assemblée départementale sortante
Avant les élections, le conseil général de la Somme est présidé par Daniel Dubois (NC). Il comprend 46 conseillers généraux issus des 46 cantons de la Somme. 23 d'entre eux sont renouvelables lors de ces élections. 
| Parti                             | Sigle | Sigle   | Élus | Groupe                    |
| --------------------------------- | ----- | ------- | ---- | ------------------------- |
| Majorité (24 sièges)              |       |         |      |                           |
| Nouveau Centre                    |       | NC      | 8    | UDF                       |
| Union pour un mouvement populaire |       | UMP     | 6    | UMP et apparentés         |
| Divers droite                     |       | DVD     | 2    | UMP et apparentés         |
| Divers droite                     |       | DVD     | 7    | En Somme pour tous        |
| Sans étiquette                    |       | ex-CPNT | 1    | En Somme pour tous        |
| Opposition (22 sièges)            |       |         |      |                           |
| Parti socialiste                  |       | PS      | 13   | Somme à Gauche            |
| Divers gauche                     |       | DVG     | 1    | Somme à Gauche            |
| Parti radical de gauche           |       | PRG     | 1    | Somme à Gauche            |
| Les Verts                         |       | VEC     | 1    | Somme à Gauche            |
| Parti communiste français         |       | PCF     | 5    | Communistes et apparentés |
| Divers gauche                     |       | DVG     | 1    | Communistes et apparentés |
| Président du conseil général      |       |         |      |                           |
| Daniel Dubois (NC)                |       |         |      |                           |

## Résultats à l'échelle du département

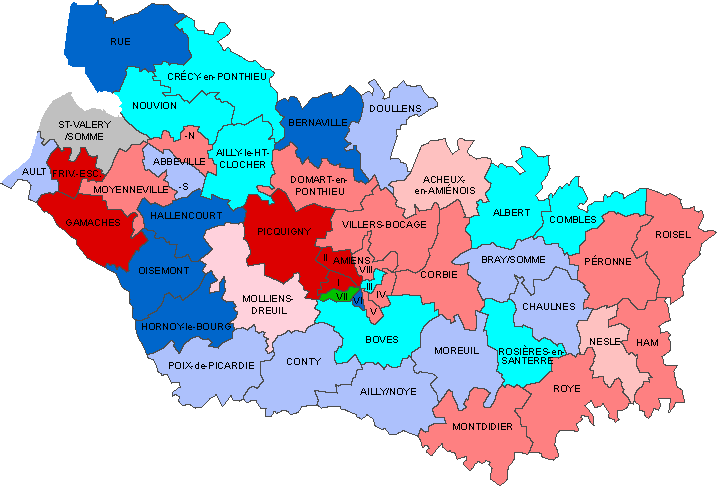
Conseil général avant les élections

| Étiquette      | Étiquette                                | Premier tour | Premier tour | Second tour | Second tour | Sièges |
| Étiquette      | Étiquette                                | Voix         | %            | Voix        | %           | Sièges |
| -------------- | ---------------------------------------- | ------------ | ------------ | ----------- | ----------- | ------ |
|                | Somme à gauche (PS, PCF, Les Verts, DVG) | 40 394       | 30,77        | 31 346      | 45,44       | 9      |
|                | Parti socialiste                         | 7 617        | 5,80         | 31 346      | 45,44       | 9      |
|                | Communistes en Somme                     | 8 400        | 6,40         | 5 721       | 8,29        | 1      |
|                | Parti communiste français                | 1 168        | 0,89         |             |             |        |
|                | Divers gauche                            | 1 121        | 0,85         |             |             |        |
| Gauche         | Gauche                                   | 58 700       | 44,71        | 37 067      | 53,73       | 10     |
|                |                                          |              |              |             |             |        |
|                | Majorité présidentielle (UMP, NC, DVD)   | 50 157       | 38,21        | 21 580      | 31,28       | 11     |
|                | Front national                           | 10 931       | 8,33         |             |             |        |
|                | Divers droite                            | 6 552        | 4,99         | 5 845       | 8,47        | 1      |
|                | Mouvement démocrate                      | 1 818        | 1,38         |             |             |        |
| Droite         | Droite                                   | 69 458       | 52,91        | 27 425      | 39,75       | 12     |
|                |                                          |              |              |             |             |        |
|                | Divers                                   | 3 118        | 2,38         | 4 494       | 6,51        | 1      |
|                |                                          |              |              |             |             |        |
| Inscrits       | Inscrits                                 | 189 718      | 100,00       | 107 329     | 100,00      |        |
| Abstentions    | Abstentions                              | 52 372       | 27,61        | 34 856      | 32,48       |        |
| Votants        | Votants                                  | 137 346      | 72,39        | 72 473      | 67,52       |        |
| Blancs et nuls | Blancs et nuls                           | 6 070        | 4,42         | 3 487       | 4,81        |        |
| Exprimés       | Exprimés                                 | 131 276      | 95,58        | 68 986      | 95,19       |        |

### Liste des élus
| Canton                 | Conseiller sortant    | Parti | Parti      | Conseiller élu      | Parti | Parti   |
| ---------------------- | --------------------- | ----- | ---------- | ------------------- | ----- | ------- |
| Abbeville-Sud          | Yves Butel            |       | UMP (app.) | Pascal Demarthe     |       | PS      |
| Ailly-sur-Noye         | Brigitte Lhomme       |       | DVD        | Brigitte Lhomme     |       | DVD     |
| Amiens-Ouest           | Claude Chaidron       |       | COM        | Claude Chaidron     |       | COM     |
| Amiens-Nord-Ouest      | Gérald Maisse         |       | PCF        | Gérald Maisse       |       | PCF     |
| Amiens-Nord-Est        | Isabelle Griffoin     |       | NC         | Sarah Thuilliez     |       | PS      |
| Amiens-Nord            | Francis Lec           |       | PS         | Francis Lec         |       | PS      |
| Bernaville             | Laurent Somon         |       | UMP        | Laurent Somon       |       | UMP     |
| Boves                  | Olivier Jardé         |       | NC         | Olivier Jardé       |       | NC      |
| Bray-sur-Somme         | Daniel Lagache        |       | DVD        | Marcel Guyot        |       | DVD     |
| Chaulnes               | Philippe Cheval       |       | DVD        | Philippe Cheval     |       | DVD     |
| Crécy-en-Ponthieu      | Régis Lécuyer         |       | NC         | Régis Lécuyer       |       | NC      |
| Domart-en-Ponthieu     | Gilbert Temmermann *  |       | PS         | Dominique Proyart   |       | PS      |
| Hallencourt            | Pierre Martin *       |       | UMP        | Claude Jacob        |       | PCF     |
| Molliens-Dreuil        | Jean-Jacques Stoter   |       | PRG        | Jean-Jacques Stoter |       | PRG     |
| Ham                    | Jean Boitel           |       | PS         | Grégory Labille     |       | DVD     |
| Hornoy-le-Bourg        | Daniel Capon *        |       | UMP        | Jannick Lefeuvre    |       | NC      |
| Moreuil                | Pierre Boulanger      |       | DVD        | Pierre Boulanger    |       | DVD     |
| Nouvion                | Philippe Beauvisage * |       | NC         | Jean-Claude Buisine |       | PS      |
| Oisemont               | Jérôme Bignon         |       | UMP        | Jérôme Bignon       |       | UMP     |
| Péronne                | Pierre Linéatte       |       | PS         | Pierre Linéatte     |       | PS      |
| Picquigny              | René Lognon           |       | PCF        | René Lognon         |       | PCF     |
| Poix-de-Picardie       | Pierre Daniel *       |       | DVD        | Marc Dewaele        |       | NC      |
| Rosières-en-Santerre   | José Sueur            |       | NC         | José Sueur          |       | NC      |
| Saint-Valery-sur-Somme | Nicolas Lottin        |       | ex-CPNT    | Nicolas Lottin      |       | ex-CPNT |

*Conseillers généraux sortants ne se représentant pas

## Résultats par canton

### Canton d'Abbeville-Sud
| Candidats      | Candidats            | Étiquette      | Premier tour | Premier tour | Second tour | Second tour |
| Candidats      | Candidats            | Étiquette      | Voix         | %            | Voix        | %           |
| -------------- | -------------------- | -------------- | ------------ | ------------ | ----------- | ----------- |
|                | Yves Butel*          | App. UMP       | 2 765        | 39,47        | 3 251       | 45,72       |
|                | Pascal Demarthe      | PS             | 2 455        | 35,04        | 3 859       | 54,28       |
|                | Patrick Sellier      | COM            | 512          | 7,31         |             |             |
|                | Alexandra Meriguet   | FN             | 484          | 6,91         |             |             |
|                | Michel Guillochon    | PCF            | 471          | 6,72         |             |             |
|                | Jean-Philippe Damien | MoDem          | 319          | 4,55         |             |             |
|                | Laurent Van Elslande | LCR            | 0            | 0,00         |             |             |
|                |                      |                |              |              |             |             |
| Inscrits       | Inscrits             | Inscrits       | 10 942       | 100,00       | 10 940      | 100,00      |
| Abstentions    | Abstentions          | Abstentions    | 3 513        | 32,11        | 3 494       | 31,94       |
| Votants        | Votants              | Votants        | 7 429        | 67,89        | 7 446       | 68,06       |
| Blancs et nuls | Blancs et nuls       | Blancs et nuls | 423          | 5,69         | 336         | 4,51        |
| Exprimés       | Exprimés             | Exprimés       | 7 006        | 94,31        | 7 110       | 95,49       |

*sortant

### Canton d'Ailly-sur-Noye
| Candidats      | Candidats        | Étiquette      | Premier tour | Premier tour |
| Candidats      | Candidats        | Étiquette      | Voix         | %            |
| -------------- | ---------------- | -------------- | ------------ | ------------ |
|                | Brigitte Lhomme* | DVD            | 2 784        | 60,04        |
|                | Frédéric Fauvet  | PS             | 1 344        | 28,98        |
|                | Patrice Dalrue   | FN             | 509          | 10,98        |
|                |                  |                |              |              |
| Inscrits       | Inscrits         | Inscrits       | 5 887        | 100,00       |
| Abstentions    | Abstentions      | Abstentions    | 1 036        | 17,60        |
| Votants        | Votants          | Votants        | 4 851        | 82,40        |
| Blancs et nuls | Blancs et nuls   | Blancs et nuls | 214          | 4,41         |
| Exprimés       | Exprimés         | Exprimés       | 4 637        | 95,59        |

*sortant

### Canton d'Amiens-1
| Candidats      | Candidats        | Étiquette      | Premier tour | Premier tour | Second tour | Second tour |
| Candidats      | Candidats        | Étiquette      | Voix         | %            | Voix        | %           |
| -------------- | ---------------- | -------------- | ------------ | ------------ | ----------- | ----------- |
|                | Claude Chaidron* | COM            | 2 566        | 40,77        | 3 978       | 58,94       |
|                | Jean-Claude Oger | NC             | 2 188        | 34,76        | 2 771       | 41,06       |
|                | Farida Andasmas  | PS             | 1 022        | 16,24        |             |             |
|                | David Marquet    | FN             | 518          | 8,23         |             |             |
|                |                  |                |              |              |             |             |
| Inscrits       | Inscrits         | Inscrits       | 12 074       | 100,00       | 12 173      | 100,00      |
| Abstentions    | Abstentions      | Abstentions    | 5 514        | 45,67        | 5 105       | 41,94       |
| Votants        | Votants          | Votants        | 6 560        | 54,33        | 7 068       | 58,06       |
| Blancs et nuls | Blancs et nuls   | Blancs et nuls | 266          | 4,05         | 319         | 4,51        |
| Exprimés       | Exprimés         | Exprimés       | 6 294        | 95,95        | 6 749       | 95,49       |

*sortant

### Canton d'Amiens-2
| Candidats      | Candidats           | Étiquette      | Premier tour | Premier tour | Second tour | Second tour |
| Candidats      | Candidats           | Étiquette      | Voix         | %            | Voix        | %           |
| -------------- | ------------------- | -------------- | ------------ | ------------ | ----------- | ----------- |
|                | Gérald Maisse*      | PCF            | 1 873        | 47,59        | 2 423       | 59,00       |
|                | Pascal Fradcourt    | UMP            | 1 088        | 27,64        | 1 684       | 41,00       |
|                | Catherine Chatelain | FN             | 427          | 10,85        |             |             |
|                | Michel Vidal        | MoDem          | 308          | 7,83         |             |             |
|                | Jean-Luc Belpaume   | COM            | 240          | 6,10         |             |             |
|                | Yves Dupille        | MNR            | 0            | 0,00         |             |             |
|                |                     |                |              |              |             |             |
| Inscrits       | Inscrits            | Inscrits       | 7 740        | 100,00       | 7 744       | 100,00      |
| Abstentions    | Abstentions         | Abstentions    | 3 597        | 46,47        | 3 440       | 44,42       |
| Votants        | Votants             | Votants        | 4 143        | 53,53        | 4 304       | 55,58       |
| Blancs et nuls | Blancs et nuls      | Blancs et nuls | 207          | 5,00         | 197         | 4,58        |
| Exprimés       | Exprimés            | Exprimés       | 3 936        | 95,00        | 4 107       | 95,42       |

*sortant

### Canton d'Amiens-3
| Candidats      | Candidats          | Étiquette      | Premier tour | Premier tour | Second tour | Second tour |
| Candidats      | Candidats          | Étiquette      | Voix         | %            | Voix        | %           |
| -------------- | ------------------ | -------------- | ------------ | ------------ | ----------- | ----------- |
|                | Isabelle Griffoin* | NC             | 2 041        | 33,20        | 2 959       | 44,14       |
|                | Sarah Thuilliez    | PS             | 2 011        | 32,71        | 3 745       | 55,86       |
|                | Jean-Marie Givry   | COM            | 708          | 11,52        |             |             |
|                | Patrick Kaczmarek  | PCF            | 508          | 8,26         |             |             |
|                | Yves Lemesle       | FN             | 418          | 6,80         |             |             |
|                | Sylviane Jourdin   | MoDem          | 359          | 5,84         |             |             |
|                | François Richer    | SE             | 103          | 1,68         |             |             |
|                |                    |                |              |              |             |             |
| Inscrits       | Inscrits           | Inscrits       | 11 181       | 100,00       | 11 180      | 100,00      |
| Abstentions    | Abstentions        | Abstentions    | 4 798        | 42,91        | 4 190       | 37,48       |
| Votants        | Votants            | Votants        | 6 383        | 57,09        | 6 990       | 62,52       |
| Blancs et nuls | Blancs et nuls     | Blancs et nuls | 235          | 3,68         | 286         | 4,09        |
| Exprimés       | Exprimés           | Exprimés       | 6 148        | 96,32        | 6 704       | 95,91       |

*sortant

### Canton d'Amiens-8
| Candidats      | Candidats              | Étiquette      | Premier tour | Premier tour | Second tour | Second tour |
| Candidats      | Candidats              | Étiquette      | Voix         | %            | Voix        | %           |
| -------------- | ---------------------- | -------------- | ------------ | ------------ | ----------- | ----------- |
|                | Francis Lec*           | PS             | 2 129        | 45,99        | 3 149       | 64,37       |
|                | Maki Maraoumia         | App. COM       | 835          | 18,04        | 1 743       | 35,63       |
|                | Hédia Nasraoui         | UMP            | 532          | 11,49        |             |             |
|                | Werner Riegert         | FN             | 485          | 10,48        |             |             |
|                | Vladimir Mendes Borges | MoDem          | 459          | 9,92         |             |             |
|                | Jihad Wachill          | App. PCF       | 189          | 4,08         |             |             |
|                |                        |                |              |              |             |             |
| Inscrits       | Inscrits               | Inscrits       | 9 729        | 100,00       | 9 729       | 100,00      |
| Abstentions    | Abstentions            | Abstentions    | 4 784        | 49,17        | 4 243       | 43,61       |
| Votants        | Votants                | Votants        | 4 945        | 50,83        | 5 486       | 56,39       |
| Blancs et nuls | Blancs et nuls         | Blancs et nuls | 316          | 6,39         | 594         | 10,83       |
| Exprimés       | Exprimés               | Exprimés       | 4 629        | 93,61        | 4 892       | 89,17       |

*sortant

### Canton de Bernaville
| Candidats      | Candidats            | Étiquette      | Premier tour | Premier tour |
| Candidats      | Candidats            | Étiquette      | Voix         | %            |
| -------------- | -------------------- | -------------- | ------------ | ------------ |
|                | Laurent Somon*       | UMP            | 1 790        | 54,72        |
|                | Anne Van Dycke       | PS             | 985          | 30,11        |
|                | Jean-Luc Deramecourt | MoDem          | 302          | 9,23         |
|                | Jean-François Colas  | FN             | 194          | 5,93         |
|                |                      |                |              |              |
| Inscrits       | Inscrits             | Inscrits       | 4 077        | 100,00       |
| Abstentions    | Abstentions          | Abstentions    | 644          | 15,80        |
| Votants        | Votants              | Votants        | 3 433        | 84,20        |
| Blancs et nuls | Blancs et nuls       | Blancs et nuls | 162          | 4,72         |
| Exprimés       | Exprimés             | Exprimés       | 3 271        | 95,28        |

*sortant

### Canton de Boves
| Candidats      | Candidats            | Étiquette      | Premier tour | Premier tour |
| Candidats      | Candidats            | Étiquette      | Voix         | %            |
| -------------- | -------------------- | -------------- | ------------ | ------------ |
|                | Olivier Jardé*       | NC             | 6 645        | 61,98        |
|                | Véronique Quaglino   | Verts          | 3 206        | 29,90        |
|                | Jacqueline Bojanczyk | FN             | 871          | 8,12         |
|                |                      |                |              |              |
| Inscrits       | Inscrits             | Inscrits       | 14 996       | 100,00       |
| Abstentions    | Abstentions          | Abstentions    | 3 924        | 26,17        |
| Votants        | Votants              | Votants        | 11 072       | 73,83        |
| Blancs et nuls | Blancs et nuls       | Blancs et nuls | 350          | 3,16         |
| Exprimés       | Exprimés             | Exprimés       | 10 722       | 96,84        |

*sortant

### Canton de Bray-sur-Somme
| Candidats      | Candidats            | Étiquette      | Premier tour | Premier tour | Second tour | Second tour |
| Candidats      | Candidats            | Étiquette      | Voix         | %            | Voix        | %           |
| -------------- | -------------------- | -------------- | ------------ | ------------ | ----------- | ----------- |
|                | Daniel Lagache*      | DVD            | 1 393        | 33,46        | 1 310       | 34,48       |
|                | Marcel Guyot         | SE             | 1 294        | 31,08        | 1 416       | 37,27       |
|                | Gerry Deflandre      | PS             | 1 134        | 27,24        | 1 073       | 28,24       |
|                | Jacqueline Etancelin | FN             | 271          | 6,51         |             |             |
|                | Michel Guille        | MoDem          | 71           | 1,71         |             |             |
|                |                      |                |              |              |             |             |
| Inscrits       | Inscrits             | Inscrits       | 5 142        | 100,00       | 5 141       | 100,00      |
| Abstentions    | Abstentions          | Abstentions    | 816          | 15,87        | 1 276       | 24,82       |
| Votants        | Votants              | Votants        | 4 326        | 84,13        | 3 865       | 75,18       |
| Blancs et nuls | Blancs et nuls       | Blancs et nuls | 163          | 3,77         | 66          | 1,71        |
| Exprimés       | Exprimés             | Exprimés       | 4 163        | 96,23        | 3 799       | 98,29       |

*sortant

### Canton de Chaulnes
| Candidats      | Candidats            | Étiquette      | Premier tour | Premier tour |
| Candidats      | Candidats            | Étiquette      | Voix         | %            |
| -------------- | -------------------- | -------------- | ------------ | ------------ |
|                | Philippe Cheval*     | DVD            | 2 409        | 62,14        |
|                | Éric Hugentobler     | Verts          | 947          | 24,43        |
|                | Jean-Philippe Jardin | FN             | 521          | 13,44        |
|                |                      |                |              |              |
| Inscrits       | Inscrits             | Inscrits       | 5 291        | 100,00       |
| Abstentions    | Abstentions          | Abstentions    | 1 281        | 24,21        |
| Votants        | Votants              | Votants        | 4 010        | 75,79        |
| Blancs et nuls | Blancs et nuls       | Blancs et nuls | 133          | 3,32         |
| Exprimés       | Exprimés             | Exprimés       | 3 877        | 96,68        |

*sortant

### Canton de Crécy-en-Ponthieu
| Candidats      | Candidats           | Étiquette      | Premier tour | Premier tour |
| Candidats      | Candidats           | Étiquette      | Voix         | %            |
| -------------- | ------------------- | -------------- | ------------ | ------------ |
|                | Régis Lecuyer*      | NC             | 2 230        | 56,06        |
|                | Christiane Delannoy | PS             | 1 342        | 33,74        |
|                | Violaine Wierre     | FN             | 406          | 10,21        |
|                |                     |                |              |              |
| Inscrits       | Inscrits            | Inscrits       | 4 907        | 100,00       |
| Abstentions    | Abstentions         | Abstentions    | 696          | 14,18        |
| Votants        | Votants             | Votants        | 4 211        | 85,82        |
| Blancs et nuls | Blancs et nuls      | Blancs et nuls | 233          | 5,53         |
| Exprimés       | Exprimés            | Exprimés       | 3 978        | 94,47        |

*sortant

### Canton de Domart-en-Ponthieu
| Candidats      | Candidats         | Étiquette      | Premier tour | Premier tour | Second tour | Second tour |
| Candidats      | Candidats         | Étiquette      | Voix         | %            | Voix        | %           |
| -------------- | ----------------- | -------------- | ------------ | ------------ | ----------- | ----------- |
|                | Dominique Proyart | PS             | 2 413        | 38,65        | 2 988       | 55,55       |
|                | Daniel Laurent    | DVD            | 2 166        | 34,69        | 2 391       | 44,45       |
|                | Dominique Morel   | COM            | 802          | 12,85        |             |             |
|                | Vincent Colin     | FN             | 491          | 7,86         |             |             |
|                | Amaury Mulliez    | UMP            | 371          | 5,94         |             |             |
|                |                   |                |              |              |             |             |
| Inscrits       | Inscrits          | Inscrits       | 8 504        | 100,00       | 8 504       | 100,00      |
| Abstentions    | Abstentions       | Abstentions    | 1 939        | 22,80        | 2 929       | 34,44       |
| Votants        | Votants           | Votants        | 6 565        | 77,20        | 5 575       | 65,56       |
| Blancs et nuls | Blancs et nuls    | Blancs et nuls | 322          | 4,90         | 196         | 3,52        |
| Exprimés       | Exprimés          | Exprimés       | 6 243        | 95,10        | 5 379       | 96,48       |

*sortant

### Canton de Hallencourt
| Candidats      | Candidats          | Étiquette      | Premier tour | Premier tour | Second tour | Second tour |
| Candidats      | Candidats          | Étiquette      | Voix         | %            | Voix        | %           |
| -------------- | ------------------ | -------------- | ------------ | ------------ | ----------- | ----------- |
|                | Claude Jacob       | PCF            | 2 110        | 44,18        | 2 457       | 53,00       |
|                | Patrick Poliautre  | NC             | 2 004        | 41,96        | 2 179       | 47,00       |
|                | Gérard Mariette    | FN             | 379          | 7,94         |             |             |
|                | Jean-Michel Herlin | COM            | 283          | 5,93         |             |             |
|                |                    |                |              |              |             |             |
| Inscrits       | Inscrits           | Inscrits       | 6 045        | 100,00       | 6 044       | 100,00      |
| Abstentions    | Abstentions        | Abstentions    | 1 034        | 17,11        | 1 193       | 19,74       |
| Votants        | Votants            | Votants        | 5 011        | 82,89        | 4 851       | 80,26       |
| Blancs et nuls | Blancs et nuls     | Blancs et nuls | 235          | 4,69         | 215         | 4,43        |
| Exprimés       | Exprimés           | Exprimés       | 4 776        | 95,31        | 4 636       | 95,57       |

*sortant

### Canton de Ham
| Candidats      | Candidats        | Étiquette      | Premier tour | Premier tour | Second tour | Second tour |
| Candidats      | Candidats        | Étiquette      | Voix         | %            | Voix        | %           |
| -------------- | ---------------- | -------------- | ------------ | ------------ | ----------- | ----------- |
|                | Jean Boitel*     | PS             | 3 021        | 44,73        | 3 151       | 49,81       |
|                | Grégory Labille  | DVD            | 2 752        | 40,75        | 3 175       | 50,19       |
|                | Pierre Machy     | FN             | 561          | 8,31         |             |             |
|                | Alberte Lecointe | COM            | 420          | 6,22         |             |             |
|                |                  |                |              |              |             |             |
| Inscrits       | Inscrits         | Inscrits       | 9 643        | 100,00       | 9 543       | 100,00      |
| Abstentions    | Abstentions      | Abstentions    | 2 644        | 27,42        | 3 042       | 31,88       |
| Votants        | Votants          | Votants        | 6 999        | 72,58        | 6 501       | 68,12       |
| Blancs et nuls | Blancs et nuls   | Blancs et nuls | 245          | 3,50         | 175         | 2,69        |
| Exprimés       | Exprimés         | Exprimés       | 6 754        | 96,50        | 6 326       | 97,31       |

*sortant

### Canton de Hornoy-le-Bourg
| Candidats      | Candidats         | Étiquette      | Premier tour | Premier tour | Second tour | Second tour |
| Candidats      | Candidats         | Étiquette      | Voix         | %            | Voix        | %           |
| -------------- | ----------------- | -------------- | ------------ | ------------ | ----------- | ----------- |
|                | Christophe Geraux | PS             | 1 485        | 39,33        | 1 827       | 49,85       |
|                | Jannick Lefeuvre  | NC             | 1 427        | 37,79        | 1 838       | 50,15       |
|                | François Thiverny | DVD            | 670          | 17,74        | Retrait     | Retrait     |
|                | Francis Magnier   | FN             | 194          | 5,14         |             |             |
|                |                   |                |              |              |             |             |
| Inscrits       | Inscrits          | Inscrits       | 4 698        | 100,00       | 4 697       | 100,00      |
| Abstentions    | Abstentions       | Abstentions    | 800          | 17,03        | 881         | 18,76       |
| Votants        | Votants           | Votants        | 3 898        | 82,97        | 3 816       | 81,24       |
| Blancs et nuls | Blancs et nuls    | Blancs et nuls | 122          | 3,13         | 151         | 3,96        |
| Exprimés       | Exprimés          | Exprimés       | 3 776        | 96,87        | 3 665       | 96,04       |

*sortant

### Canton de Moreuil
| Candidats      | Candidats         | Étiquette      | Premier tour | Premier tour |
| Candidats      | Candidats         | Étiquette      | Voix         | %            |
| -------------- | ----------------- | -------------- | ------------ | ------------ |
|                | Pierre Boulanger* | DVD            | 3 621        | 56,25        |
|                | Joël Suin         | PS             | 1 960        | 30,45        |
|                | Bruno Duhamel     | FN             | 568          | 8,82         |
|                | Patrice Caron     | COM            | 288          | 4,47         |
|                |                   |                |              |              |
| Inscrits       | Inscrits          | Inscrits       | 9 081        | 100,00       |
| Abstentions    | Abstentions       | Abstentions    | 2 303        | 25,36        |
| Votants        | Votants           | Votants        | 6 778        | 74,64        |
| Blancs et nuls | Blancs et nuls    | Blancs et nuls | 341          | 5,03         |
| Exprimés       | Exprimés          | Exprimés       | 6 437        | 94,97        |

*sortant

### Canton de Nouvion
| Candidats      | Candidats           | Étiquette      | Premier tour | Premier tour | Second tour | Second tour |
| Candidats      | Candidats           | Étiquette      | Voix         | %            | Voix        | %           |
| -------------- | ------------------- | -------------- | ------------ | ------------ | ----------- | ----------- |
|                | Jean-Claude Buisine | PS             | 2 189        | 42,78        | 2 727       | 57,23       |
|                | Pierre Delcourt     | DVD            | 1 525        | 29,80        | 2 038       | 42,77       |
|                | Philippe Lapouille  | UMP            | 933          | 18,23        | Retrait     | Retrait     |
|                | Liliane Lefort      | FN             | 337          | 6,59         |             |             |
|                | Bernard Flutte      | COM            | 133          | 2,60         |             |             |
|                |                     |                |              |              |             |             |
| Inscrits       | Inscrits            | Inscrits       | 6 477        | 100,00       | 6 477       | 100,00      |
| Abstentions    | Abstentions         | Abstentions    | 1 122        | 17,32        | 1 430       | 22,08       |
| Votants        | Votants             | Votants        | 5 355        | 82,68        | 5 047       | 77,92       |
| Blancs et nuls | Blancs et nuls      | Blancs et nuls | 238          | 4,44         | 282         | 5,59        |
| Exprimés       | Exprimés            | Exprimés       | 5 117        | 95,56        | 4 765       | 94,41       |

*sortant

### Canton d'Oisemont
| Candidats      | Candidats            | Étiquette      | Premier tour | Premier tour |
| Candidats      | Candidats            | Étiquette      | Voix         | %            |
| -------------- | -------------------- | -------------- | ------------ | ------------ |
|                | Jérôme Bignon*       | UMP            | 2 135        | 53,02        |
|                | Raymond Broszniowski | PS             | 886          | 22,00        |
|                | Michel Quignon       | COM            | 720          | 17,88        |
|                | Abdelkader Cherfi    | FN             | 286          | 7,10         |
|                |                      |                |              |              |
| Inscrits       | Inscrits             | Inscrits       | 5 047        | 100,00       |
| Abstentions    | Abstentions          | Abstentions    | 788          | 15,61        |
| Votants        | Votants              | Votants        | 4 259        | 84,39        |
| Blancs et nuls | Blancs et nuls       | Blancs et nuls | 232          | 5,45         |
| Exprimés       | Exprimés             | Exprimés       | 4 027        | 94,55        |

*sortant

### Canton de Péronne
| Candidats      | Candidats         | Étiquette      | Premier tour | Premier tour |
| Candidats      | Candidats         | Étiquette      | Voix         | %            |
| -------------- | ----------------- | -------------- | ------------ | ------------ |
|                | Pierre Lineatte*  | PS             | 4 830        | 55,88        |
|                | Jean-Paul Buire   | UMP            | 2 186        | 25,29        |
|                | Denis Charpentier | COM            | 893          | 10,33        |
|                | Didier Malaquin   | FN             | 734          | 8,49         |
|                |                   |                |              |              |
| Inscrits       | Inscrits          | Inscrits       | 12 507       | 100,00       |
| Abstentions    | Abstentions       | Abstentions    | 3 477        | 27,80        |
| Votants        | Votants           | Votants        | 9 030        | 72,20        |
| Blancs et nuls | Blancs et nuls    | Blancs et nuls | 387          | 4,29         |
| Exprimés       | Exprimés          | Exprimés       | 8 643        | 95,71        |

*sortant

### Canton de Picquigny
| Candidats      | Candidats               | Étiquette      | Premier tour | Premier tour |
| Candidats      | Candidats               | Étiquette      | Voix         | %            |
| -------------- | ----------------------- | -------------- | ------------ | ------------ |
|                | René Lognon*            | PCF            | 5 908        | 58,44        |
|                | Christian Claire        | NC             | 2 008        | 19,86        |
|                | Gildas Quiquempois      | DVG            | 1 121        | 11,09        |
|                | Jean-François Wojtysiak | FN             | 1 072        | 10,60        |
|                |                         |                |              |              |
| Inscrits       | Inscrits                | Inscrits       | 14 026       | 100,00       |
| Abstentions    | Abstentions             | Abstentions    | 3 319        | 23,66        |
| Votants        | Votants                 | Votants        | 10 707       | 76,34        |
| Blancs et nuls | Blancs et nuls          | Blancs et nuls | 598          | 5,59         |
| Exprimés       | Exprimés                | Exprimés       | 10 109       | 94,41        |

*sortant

### Canton de Poix-de-Picardie
| Candidats      | Candidats           | Étiquette      | Premier tour | Premier tour | Second tour | Second tour |
| Candidats      | Candidats           | Étiquette      | Voix         | %            | Voix        | %           |
| -------------- | ------------------- | -------------- | ------------ | ------------ | ----------- | ----------- |
|                | Marc Dewaele        | NC             | 2 056        | 45,18        | 2 413       | 57,04       |
|                | Romuald Trabouillet | PS             | 1 290        | 28,35        | 1 817       | 42,96       |
|                | Jacky Pétigny       | DVD            | 897          | 19,71        | Retrait     | Retrait     |
|                | Catherine Heniquet  | FN             | 308          | 6,77         |             |             |
|                |                     |                |              |              |             |             |
| Inscrits       | Inscrits            | Inscrits       | 5 793        | 100,00       | 5 793       | 100,00      |
| Abstentions    | Abstentions         | Abstentions    | 1 062        | 18,33        | 1 312       | 22,65       |
| Votants        | Votants             | Votants        | 4 731        | 81,67        | 4 481       | 77,35       |
| Blancs et nuls | Blancs et nuls      | Blancs et nuls | 180          | 3,80         | 251         | 5,60        |
| Exprimés       | Exprimés            | Exprimés       | 4 551        | 96,20        | 4 230       | 94,40       |

*sortant

### Canton de Rosières-en-Santerre
| Candidats      | Candidats       | Étiquette      | Premier tour | Premier tour |
| Candidats      | Candidats       | Étiquette      | Voix         | %            |
| -------------- | --------------- | -------------- | ------------ | ------------ |
|                | José Sueur*     | DVD            | 2 761        | 56,59        |
|                | Éric Jacquy     | PS             | 1 600        | 32,79        |
|                | Philippe Pioche | FN             | 518          | 10,62        |
|                |                 |                |              |              |
| Inscrits       | Inscrits        | Inscrits       | 6 566        | 100,00       |
| Abstentions    | Abstentions     | Abstentions    | 1 472        | 22,42        |
| Votants        | Votants         | Votants        | 5 094        | 77,58        |
| Blancs et nuls | Blancs et nuls  | Blancs et nuls | 215          | 4,22         |
| Exprimés       | Exprimés        | Exprimés       | 4 879        | 95,78        |

*sortant

### Canton de Saint-Valery-sur-Somme
| Candidats      | Candidats            | Étiquette      | Premier tour | Premier tour | Second tour | Second tour |
| Candidats      | Candidats            | Étiquette      | Voix         | %            | Voix        | %           |
| -------------- | -------------------- | -------------- | ------------ | ------------ | ----------- | ----------- |
|                | Nicolas Lottin*      | Ex-CPNT        | 3 015        | 41,28        | 4 494       | 67,84       |
|                | Stéphane Haussoulier | UMP            | 2 038        | 27,91        | Retrait     | Retrait     |
|                | Christelle Flandre   | PS             | 1 871        | 25,62        | 2 130       | 32,16       |
|                | Christian Freyer     | FN             | 379          | 5,19         |             |             |
|                |                      |                |              |              |             |             |
| Inscrits       | Inscrits             | Inscrits       | 9 365        | 100,00       | 9 364       | 100,00      |
| Abstentions    | Abstentions          | Abstentions    | 1 809        | 19,32        | 2 321       | 24,79       |
| Votants        | Votants              | Votants        | 7 556        | 80,68        | 7 043       | 75,21       |
| Blancs et nuls | Blancs et nuls       | Blancs et nuls | 253          | 3,35         | 419         | 5,95        |
| Exprimés       | Exprimés             | Exprimés       | 7 303        | 96,65        | 6 624       | 94,05       |

*sortant

### Élus
| Partis       | Partis                            | Conseillers sortants | Conseillers élus | Évolution     |
| ------------ | --------------------------------- | -------------------- | ---------------- | ------------- |
|              | Nouveau centre                    | 5                    | 5                | en stagnation |
|              | Divers droite                     | 5                    | 5                | en stagnation |
|              | Union pour un mouvement populaire | 5                    | 2                | 3             |
| Total Droite | Total Droite                      | 15                   | 12               | 3             |
|              | Parti socialiste                  | 4                    | 6                | 2             |
|              | Parti communiste français         | 2                    | 3                | 1             |
|              | Communistes en Somme              | 1                    | 1                | en stagnation |
| Total Gauche | Total Gauche                      | 7                    | 10               | 3             |
|              | Sans étiquette (ex CPNT)          | 1                    | 1                | en stagnation |
| Total Divers | Total Divers                      | 1                    | 1                | en stagnation |

### Groupes politiques

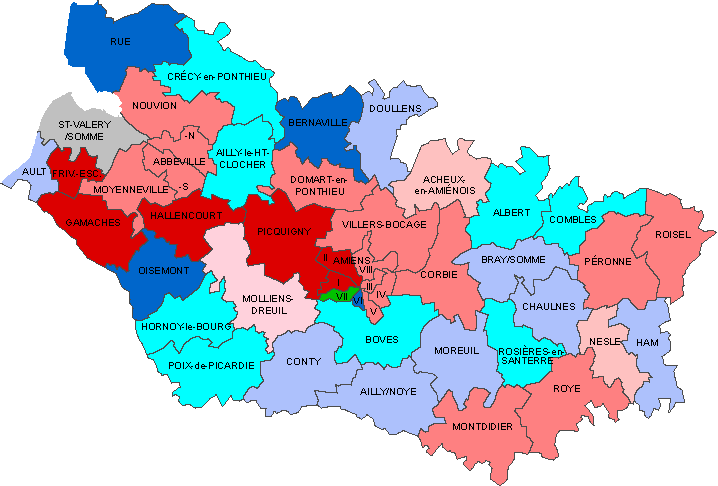
Conseil général après les élections

| Parti                             | Sigle | Sigle   | Élus | Groupe                     |
| --------------------------------- | ----- | ------- | ---- | -------------------------- |
| Majorité (25 sièges)              |       |         |      |                            |
| Parti socialiste                  |       | PS      | 15   | Somme à Gauche             |
| Divers gauche                     |       | DVG     | 1    | Somme à Gauche             |
| Parti radical de gauche           |       | PRG     | 1    | Somme à Gauche             |
| Les Verts                         |       | VEC     | 1    | Somme à Gauche             |
| Parti communiste français         |       | PCF     | 3    | Communistes et apparentés  |
| Divers gauche                     |       | DVG     | 1    | Communistes et apparentés  |
| Communistes en Somme              |       | COM     | 3    | DVG - Communistes en Somme |
| Opposition (19 sièges)            |       |         |      |                            |
| Nouveau Centre                    |       | NC      | 8    | Centre et Non-inscrits     |
| Divers droite                     |       | DVD     | 6    | Centre et Non-inscrits     |
| Union pour un mouvement populaire |       | UMP     | 4    | UMP et apparentés          |
| Divers droite                     |       | DVD     | 1    | UMP et apparentés          |
| Divers (2 sièges)                 |       |         |      |                            |
| Divers droite                     |       | DVD     | 1    | Indépendants en Somme      |
| Sans étiquette                    |       | ex CPNT | 1    | Indépendants en Somme      |
| Président du Conseil Général      |       |         |      |                            |
| Christian Manable (PS)            |       |         |      |                            |

### Élection du président du conseil général
| Candidats                  | Partis   | Partis   | Premier tour | Premier tour |
| Candidats                  | Partis   | Partis   | Voix         | %            |
| -------------------------- | -------- | -------- | ------------ | ------------ |
| Christian Manable          |          | PS       | 24           | 53,34        |
| Daniel Dubois *            |          | NC       | 19           | 42,22        |
| Nicolas Lottin             |          | ex-CPNT  | 1            | 2,22         |
| Francis Lec (non candidat) |          | PS       | 1            | 2,22         |
|                            |          |          |              |              |
| Inscrits                   | Inscrits | Inscrits | 46           | 100,00       |
| Exprimés                   | Exprimés | Exprimés | 45           | 97,83        |
| * président sortant        |          |          |              |              |

### Exécutif
| Titulaire | Titulaire           | Fonction           | Compétences                                                            |
| --------- | ------------------- | ------------------ | ---------------------------------------------------------------------- |
|           | Christian Manable   | Président          |                                                                        |
|           | Francis Lec         | 1er Vice-président | Finances                                                               |
|           | Paul Pilot          | 2e Vice-président  | Enfance                                                                |
|           | Christine Lefebvre  | 3e Vice-présidente | Insertion                                                              |
|           | Isabelle Demaison   | 4e Vice-présidente | Autonomie                                                              |
|           | Michel Boulogne     | 5e Vice-président  | Développement durable et Environnement                                 |
|           | Gérald Maisse       | 6e Vice-président  | Education et Culture                                                   |
|           | Jean-Jacques Stoter | 7e Vice-président  | Aménagement du territoire et Ruralité                                  |
|           | Pierre Linéatte     | 8e Vice-président  | Déplacements et Communications                                         |
|           | Catherine Le Tyrant | 9e Vice-présidente | TPE, Artisanat, Commerces et Transmission d'entreprises                |
|           | René Lognon         | 10e Vice-président | PME, Zones d'activités économiques, Accueil et Recherche d'entreprises |
|           | Jean-Paul Nigaut    | 11e Vice-président | Agriculture                                                            |
|           | Jean-Pierre Tétu    | 12e Vice-président | Logement et Cadre de vie                                               |
|           | Gilbert Mathon      | 13e Vice-président | Tourisme, Sport, Associations et Traditions                            |